# Museo Nacional LGBT
El Museo Nacional LGBT (en inglés: National LGBT Museum) es una propuesta de museo de historia y cultura LGBT.
El museo fue propuesto por Tim Gold, exempleado del Museo Postal Nacional y del Instituto Smithsoniano, y su marido Mitchell Gold, un fabricante de muebles. Los Gold fundaron la Velvet Foundation («Fundación Terciopelo») en 2007 para financiar y crear el museo nuevo.
A pesar de que sea originalmente propuesto como museo en Washington D. C. en 2015 el consejo de administración decidió buscar una ubicación para el museo en la ciudad de Nueva York. El objetivo de financiación inicial para el museo es entre $50 millones y $100 millones. El estado del museo es actualmente incierto; la cuenta de Twitter oficial del Museo Nacional LGBT ha tweeteado una vez desde entonces 2016.